# Műszaki írás
A műszaki írás (angolul technical writing) a technikai kommunikáció egy formája, amelynek célja, hogy összetett fogalmakat magyarázzanak el a szakértő és a laikus közönségnek.
Más meghatározás szerint a műszaki írás egyfajta formális írás, amit olyan változatos területeken használnak, mint például a hardver- és szoftverfejlesztés, a vegyészet, az űrkutatás, a robotika, a gazdasági élet, az elektronika vagy a biotechnológia. Ez jelentheti azt, hogy az elkészült dokumentáció egy programnyelv könyvtárának használatát magyarázza el a fejlesztőnek, de az is lehet, hogy egy televízió távirányítójának használatát a vásárlónak.

## A műszaki írói állások
A műszaki írói állásokat változatos nevek takarják. Szerepelhetnek bennük az „Információfejlesztés”, „Technikai dokumentáció” vagy „Technikai publikáció” kifejezések egyaránt. Néhány vállalatnál a műszaki írókat például Információ fejlesztőnek, Dokumentáció specialistának, Dokumentáló mérnöknek, vagy API írónak, esetleg Technikai Tartalomfejlesztőnek nevezik.
A műszaki írók meglévő dokumentációból, és az adott terület szakértőitől szerzik az információt. Maguk az írók általában nem szakértői semmilyen területnek – kivéve ha a jó dokumentáció megírásának módját dokumentálják. A technikai kommunikáció megvalósításában sok különböző szinten és különböző területen dolgozó ember vesz részt. A jó műszaki írónak jó nyelvi készségre van szüksége, és meg kell értenie a modern technikai kommunikáció magasan fejlett szabályait.

## Története
A dokumentáció módszerét több különböző időszakból is eredeztették már, például az ősi Görögországból, a reneszánsz korából, és a 19. század közepéről. Mégis, a tudományág egyértelmű megjelenése az első világháború óta figyelhető meg, amikor kinőtte magát a technológiai alapú katonai, gyártási, elektronikai és űrkutatási dokumentációk iránti szükségletből. 1953-ban két intézmény is alakult amelyek a Keleti Parton (USA) a technikai kommunikáció fejlesztésében érdekeltek voltak: a Dokumentátor Liga (Society of Technical Writers) és a Dokumentátorok és Szerkesztők Egyesülete (Association of Technical Writers and Editors). Ezek 1957-ben olvadtak össze, hogy megalakítsák a Dokumentátorok és Szerkesztők Ligáját (Society of Technical Writers and Editors) ami elődje volt a mai Technikai Kommunikációs Ligának (Society for Technical Communication (STC)).

## Példa a dokumentáció megalkotásának folyamatára
Ahhoz, hogy egy technikai dokumentáció hasznos legyen, az olvasónak meg kell tudnia érteni és ez alapján cselekedni anélkül, hogy ehhez terjengős és félreérthető prózát kellene megfejtenie. A jó műszaki író tisztázza a technikai zsargont; a célközönségnek tiszta, és könnyen érthető formában adja át a hasznos információt. A rossz minőségű dokumentáció gyakran épp ellenkezőleg hat – szükségtelenül használ zsargont, elveti a zavar, és félreértés magjait az olvasóban.
Lássuk hogyan ír egy műszaki író süteményreceptet:
Közönség: a célközönség az otthoni konyhájában főz vagy magasan képzett szakácsokról van szó professzionálisan felszerelt konyhákban?
Forrás: létezik már valamilyen formában dokumentáció? Esetleg vázlatként? Ki a szakértő?
Forma: a dokumentációt egyszerű szövegként egy könyvben fogják felhasználni vagy véglegesre formázva kell átadni? Papíron vagy weboldalon fog megjelenni, esetleg másként?
A műszaki író megállapítja, hogy a receptet egyszer már leírták egy szalvéta hátuljára, de részben olvashatatlan, tehát meg kell kérdeznie a szakértőt is – a szakácsot, aki kitalálta. Kiderül, hogy a felhasználók az otthoni konyhájukban fogják kipróbálni a receptet, ezért az írónak ehhez kell alakítania a stílust és kiváltani vagy megmagyarázni olyan szavakat amelyek csak professzionális konyhákban, és szaknyelvben használatosak. Ezután a szakács megvizsgálja a piszkozatot (szakmai szerkesztés) és megjelöli a szükséges technikai javításokat (350 fokon kell sütni, nem 325 fokon). A műszaki író ezután elkészíti a végső változatot, és a dokumentáció a lektorhoz kerül nyelvtani ellenőrzésre. Végül a tulajdonosa és minden más érdekelt jóváhagyja a dokumentációt, amely ezután nyomtatásba vagy a weboldalra kerülhet.

## A közönséggel való kommunikáció
A dokumentáció olyan kommunikáció amely meghatározott céllal közvetít meghatározott információt meghatározott közönségnek.
A megfelelő tartalom létrehozásához tehát a műszaki írónak teljes mértékben ismernie kell a közönséget és értenie a célt. Ebből fakad, hogy a közönségelemzés kulcsfontosságú a dokumentációban.

## Karrier lehetőségek
A műszaki író karrierjének nincsenek valódi lépcsői, bár eljuthat más műszaki írók menedzseléséig. Senior műszaki íróvá válhat, aki összetett projektek kezeléséért, műszaki írók és szerkesztők munkájáért felelős. Ezután válhat dokumentáció menedzserré aki több projektet és nagyobb csapatot vezet. Ezen kívül a műszaki írók maguk is szakértőkké válhatnak valamely kapcsolódó területen, mint amilyen a szoftver minőségbiztosítás vagy az üzleti elemzés.
A senior írók néhány intézményben az Egyéni tanácsadó (Individual Contributors – IC) vagy API író néven működnek. Az API/program dokumentációban az Egyéni tanácsadó fejlesztők és tesztelők csoportjával dolgozik együtt, gyakran a világ különböző pontjairól. Az ilyen szoftverfejlesztő vagy kutató intézményekben az Egyéni tanácsadó szerepe nagyon fontos abban, hogy az API/program dokumentációja valóban elkészüljön, de széles körben alkalmazzák őket más termékfejlesztő/szolgáltató vállalatokban is.

## Dokumentációk
A műszaki író munkáját leggyakrabban az (online) súgókkal, és felhasználói kézikönyvekkel azonosítják pedig ezen kívül még számtalan formában nyilvánulhat meg. Néhány ezek közül:
- Kiürítési terv
- Gyülekezési utasítások
- Üzleti útmutató
- Szerződés
- Akkreditációk és tanúsítványok
- Jogi nyilatkozatok
- Fejlesztői kézikönyv
- API dokumentáció
- Hálózati adminisztrátorok útmutatói (konfigurációs és helyreállítási információk)
- Telepítési útmutató
- Specifikációk
- Technológiai iratok
- Felhasználói útmutatók
- Jellemzők és kivitelezés dokumentációja (Feature Design Documentation)
- Karbantartási és javítási útmutató
- Ipari film vagy video felvétel
- (Vállalati) Irányelvek és eljárások
- Forgalomba hozatali tudnivalók
- Jelentés
- Előadás
- Indítvány
- Referencia
- Újságcikk
- Követelménydokumentáció
- Oktatóanyagok (multimédiás is)
- Problémamegoldási útmutatók
- Hivatalos kiadványok

## Fordítás
- Ez a szócikk részben vagy egészben a Technical writing című angol Wikipédia-szócikk ezen változatának fordításán alapul.  Az eredeti cikk szerkesztőit annak laptörténete sorolja fel. Ez a jelzés csupán a megfogalmazás eredetét és a szerzői jogokat jelzi, nem szolgál a cikkben szereplő információk forrásmegjelöléseként.

## Külső hivatkozás
definíciója